# Proglumetacina
Proglumetacina (por lo general en la forma de sal de maleato) es un medicamento antiinflamatorio no esteroideo derivado del ácido acético indicado para el tratamiento del dolor leve o moderado asociado a inflamaciones reumáticas como la artritis reumatoide y la osteoartritis. La proglumetacina es metabolizada en el cuerpo a indometacina, por lo que el mecanismo por el cual disminuye el dolor asociado a estas inflamaciones reumáticas puede estar relacionado con la capacidad del fármaco de inhibir la síntesis de prostaglandinas.